# Кокаиновата мечка
„Кокаиновата мечка“ (на английски: Cocaine Bear) е предстоящ американска черна комедия и трилър от 2023 г. на режисьора Елизабет Банкс, по сценарий на Джими Уордън, и участват Кери Ръсел, О'Ший Джаксън младши, Крисчън Конвъри-Дженингс, Олдън Еренрайх, Джеси Тайлър Фъргюсън, Бруклин Принс, Исая Уитлок младши, Кристофър Хивю, Хана Хоекстра, Марго Мартиндейл и Рей Лиота в един от последните филми преди смъртта си през 2022 г.
Филмът излиза по кината в Съединените щати на 24 февруари 2023 г. от „Юнивърсъл Пикчърс“.

## Актьорски състав
- Кери Ръсел – Сари Матюс[4]
- О'Ший Джаксън младши – Дивийд, сътрудник на Дентвууд
- Крисчън Конвъри-Дженингс – Хенри
- Олдън Еренрайх – Еди, сътрудник на Дентвууд
- Джеси Тайлър Фъргюсън – бащата на Хенри
- Бруклин Принс – дъщерята на Сари и приятелка на Хенри
- Исая Уитлок младши – Боб
- Кристофър Хивю – Олаф, турист
- Хана Хоекстра – партньорка на Олаф
- Арън Холидей – Сташ, сътрудник на Дентвууд
- Марго Мартиндейл – Лиз, горски рейнджър
- Рей Лиота – Дентууд, дилър на наркотиците
- Матю Рийс – Андрю Торнтън II